# 2017 en jeu vidéo
 (octobre 2019).
Si vous disposez d'ouvrages ou d'articles de référence ou si vous connaissez des sites web de qualité traitant du thème abordé ici, merci de compléter l'article en donnant les références utiles à sa vérifiabilité et en les liant à la section « Notes et références ».
| Années du jeu vidéo : 2014 - 2015 - 2016 - 2017 - 2018 - 2019 - 2020    |
| Décennies du jeu vidéo : 1980 - 1990 - 2000 - 2010 - 2020 - 2030 - 2040 |

Cet article présente les faits marquants de l'année 2017 concernant le jeu vidéo.

## Événements
- 31 janvier : Nintendo annonce la fin de production de la Wii U[1]
- 3 mars : Sortie mondiale de la Nintendo Switch[2]
- Fin mars : Arrêt de la production de la PlayStation 3 dans le monde[3]
- 7 novembre : Microsoft lance une nouvelle version plus puissante de sa Xbox One sortie en 2013, la Xbox One X, supportant la Ultra HD et HDR[4].

### Salons et manifestations
- 13 janvier : Nintendo dévoile à Tokyo les jeux disponibles sur la Nintendo Switch et pour la première fois, la console peut être testée à Paris et à New York[5]
- mars : Japan Expo Sud à Marseille
- mai : DreamHack à Tours
- du 13 au 15 juin : Electronic Entertainment Expo 2017 à Los Angeles
- août : gamescom à Cologne
- septembre : Tokyo Game Show à Tokyo
- octobre : Paris Games Week à Paris

## Jeux notables
- 1-2-Switch (Switch)
- A Hat in Time (PC, PlayStation 4, Xbox One, Switch)
- Animal Crossing: Pocket Camp (iOS, Android)
- ARMS (Switch)
- Assassin's Creed Origins (PS4, Xbox One, PC)
- Call of Duty: WWII (PS4, Xbox One, PC)
- Crash Bandicoot: N. Sane Trilogy (PS4)
- Dragon Quest XI (PS4, 3DS)
- Ever Oasis (3DS)
- FIFA 18 (PC, Xbox 360, Xbox One, PS3, PS4, Switch)
- Fire Emblem Echoes: Shadows of Valentia (3DS)
- Fire Emblem Heroes (iOS, Android)
- Fire Emblem Warriors (New 3DS, Switch)
- For Honor (PC, PS4, Xbox One)
- Fortnite (PC,PS4, Xbox One,Switch,iOSAndroid)
- Forza Motorsport 7 (PC, Xbox One)
- Gran Turismo Sport (PS4)
- Gravity Rush 2 (PS4)
- Halo Wars 2 (Microsoft Windows, Xbox One)
- Hellblade: Senua's Sacrifice (Windows, PS4)
- Horizon Zero Dawn (PS4)
- Injustice 2 (PC, PS4, Xbox One)
- Just Dance 2018 (Wii, Wii U, PS3, PS4, Xbox 360, Xbox One, PC, Switch)
- Lego Worlds (PC, PS4, Xbox One, Switch)
- Life Is Strange: Before the Storm (PC, PS4, Xbox One)
- Mario + The Lapins Crétins: Kingdom Battle (Switch)
- Mario Kart 8 Deluxe (Switch)
- Mario Party: The Top 100 (3DS)
- Mario Sports Superstars (3DS)
- Mass Effect: Andromeda (PC, PS4, Xbox One)
- Metroid: Samus Returns (3DS)
- Miitopia (3DS)
- Need for Speed: Payback (PC, PS4, Xbox One)
- Nier: Automata (PS4)
- Outlast 2 (PC, PS4, Xbox One)
- Pokémon Ultra-Soleil et Ultra-Lune (3DS)
- Pokkén Tournament DX (Switch)
- Prey (PS4)
- Resident Evil 7: Biohazard (PC, PS4, Xbox One)
- Sniper: Ghost Warrior 3 (PC, PS4, Xbox One)
- Sonic Forces (PC, PS4, Xbox One, Switch)
- Sonic Mania (PC, PS4, Xbox One, Switch)
- Splatoon 2 (Switch)
- Super Mario Odyssey (Switch)
- Tekken 7: Fated Retribution (PC, PS4, Xbox One)
- The Legend of Zelda: Breath of the Wild (Wii U, Switch)
- Tom Clancy's Ghost Recon Wildlands (PC, PS4, Xbox One)
- Uncharted: The Lost Legacy (PS4)
- Valkyria: Azure Revolution (PS4, PS Vita)
- Xenoblade Chronicles 2 (Switch)
- Yooka-Laylee (PC, PS4, Xbox One, Switch)
- WWE 2K18 (PS4, Xbox One, Switch)

## Récompenses
The Legend of Zelda: Breath of the Wild a été élu jeu de l'année aux Game Awards.